# Aegyptosaurus baharijensis
Aegyptosaurus baharijensis Stromer, 1932 è un grande dinosauro erbivoro, vissuto nel Cretaceo superiore (tra Berriasiano e Cenomaniano, 145,5-94,3 milioni di anni fa) i cui resti fossili sono stati rinvenuti nel Nordafrica (Egitto e Niger).

## Descrizione
È noto soprattutto per alcune ossa degli arti, scoperte da Stromer all'inizio del secolo scorso, ma andate perdute nella seconda guerra mondiale. Quel che resta di questo animale sono solo alcuni disegni delle ossa, sufficienti comunque a classificare Aegyptosaurus come un sauropode titanosauro, ovvero uno di quei dinosauri del Cretacico discendenti dei giganti del Giurassico con collo e coda lunghissimi.
Benché Aegyptosaurus raggiungesse probabilmente i 16 metri di lunghezza (misura del tutto rispettabile), non era il gigante del suo mondo: l'affine (e recentemente scoperto) Paralititan doveva raggiungere dimensioni ben più impressionanti. Entrambi questi erbivori nordafricani dovevano convivere con dei "supercarnivori" quali Bahariasaurus, Carcharodontosaurus e Spinosaurus.